# Гватемала на летних Олимпийских играх 1968
Гватемала принимала участие в Летних Олимпийских играх 1968 года в Мехико второй раз в истории, но не завоевала ни одной медали. Делегация состояла из 48 спортсменов (47 мужчин и одна женщина).

## Результаты

### Бокс
Спортсменов — 2
| Спортсмен     | Весовая категория | Место |
| ------------- | ----------------- | ----- |
| Марио Мендоса | до 54 кг          | 33    |
| Эухенио Бохес | до 71 кг          | 9     |

### Борьба
Спортсменов — 5
Участники: Густаво Рамирес, Хавьер Рахон, Хосе Луис Гарися, Анхель Алдама, Хосе Мануэль Эрнандес

### Велоспорт
Спортсменов — 4
| Спортсмен                                                    | Дисциплина              | Место |
| ------------------------------------------------------------ | ----------------------- | ----- |
| Сатурнино Рустриан                                           | групповая гонка         | 22    |
| Эваристо Олива                                               | групповая гонка         | 48    |
| Хорхе Иньес                                                  | групповая гонка         | 49    |
| Франсиско Куке                                               | групповая гонка         | DNF   |
| Сатурнино Рустриан Эваристо Олива Хорхе Иньес Франсиско Куке | командная гонка, 100 км | 21    |

### Лёгкая атлетика
Спортсменов — 5
| Спортсмен           | Дисциплина      | Место                               |
| ------------------- | --------------- | ----------------------------------- |
| Хулио Кеведо        | 1500 м          | 9-е место в предварительном раунде  |
| Хулио Кеведо        | 5000 м          | 9-е место в предварительном раунде  |
| Хулио Кеведо        | 3000 м с/п      | 12-е место в предварительном раунде |
| Карлос Куке         | марафон         | 39                                  |
| Фульхенсио Эрнандес | марафон         | 52                                  |
| Хулио Ортис         | ходьба, 20 км   | 28                                  |
| Теодоро Паласиос    | прыжок в высоту | 22                                  |

### Плавание
Спортсменов — 3
Мужчины
| Спортсмен        | Дисциплина       | Место                               |
| ---------------- | ---------------- | ----------------------------------- |
| Рамиро Бенавидес | 200 м в/с        | 7-е место в предварительном заплыве |
| Рамиро Бенавидес | 100 м баттерфляй | 6-е место в предварительном заплыве |
| Рамиро Бенавидес | 200 м баттерфляй | 6-е место в предварительном заплыве |
| Антонио Крус     | 100 м спина      | 6-е место в предварительном заплыве |
| Антонио Крус     | 200 м спина      | 8-е место в предварительном заплыве |
| Антонио Крус     | 400 м комплекс   | 8-е место в предварительном заплыве |

Женщины
| Спортсмен         | Дисциплина | Место                               |
| ----------------- | ---------- | ----------------------------------- |
| Сильвана Астуриас | 100 м в/с  | 7-е место в предварительном заплыве |
| Сильвана Астуриас | 200 м в/с  | 6-е место в предварительном заплыве |
| Сильвана Астуриас | 400 м в/с  | 5-е место в предварительном заплыве |
| Сильвана Астуриас | 800 м в/с  | 5-е место в предварительном заплыве |

### Стрельба
Спортсменов — 9
| Спортсмен           | Дисциплина                   | Место |
| ------------------- | ---------------------------- | ----- |
| Фернандо Самойя     | скоростной пистолет, 25 м    | 29    |
| Виктор Кастелланос  | скоростной пистолет, 25 м    | 33    |
| Херардо Кастаньеда  | пистолет, 50 м               | 39    |
| Франциско Сандоваль | пистолет, 50 м               | 59    |
| Хосе Маррогин       | винтовка, три позиции, 300 м | 29    |
| Фелипе Ортис        | винтовка, три позиции, 300 м | 59    |
| Отто Броло          | винтовка, три позиции, 50 м  | 53    |
| Леонель Фернандес   | винтовка, три позиции, 50 м  | 56    |
| Отто Броло          | винтовка лёжа, 50 м          | 78    |
| Пабло Ситтлер       | винтовка лёжа, 50 м          | 79    |

### Тяжёлая атлетика
Спортсменов — 1
| Спортсмен           | Весовая категория | Место |
| ------------------- | ----------------- | ----- |
| Франциско Эчеваррия | до 60 кг          | 20    |

### Футбол
Спортсменов — 19
Группа D
| Team         | Матчи | В | Н | П | ГЗ | ГП | РГ  | Очки |
| ------------ | ----- | - | - | - | -- | -- | --- | ---- |
| Болгария     | 3     | 2 | 1 | 0 | 11 | 3  | +8  | 5    |
| Гватемала    | 3     | 2 | 0 | 1 | 6  | 3  | +3  | 4    |
| Чехословакия | 3     | 1 | 1 | 1 | 10 | 3  | +7  | 3    |
| Таиланд      | 3     | 0 | 0 | 3 | 1  | 19 | −18 | 0    |

| Гватемала  | 1 – 0 | Чехословакия |
| ---------- | ----- | ------------ |
| Стоукс 28′ | отчёт |              |

| Гватемала                                    | 4 – 1 | Таиланд          |
| -------------------------------------------- | ----- | ---------------- |
| Н. Мельгар 23′ 85′ · Рольдан 55′ · Олива 67′ | отчёт | Сорнбуртнарк 44′ |

| Болгария              | 2 – 1 | Гватемала |
| --------------------- | ----- | --------- |
| Донев 50′ · Жеков 84′ | отчёт | Олива 88′ |

Четвертьфинал:
| Венгрия | 1 – 0 | Гватемала |
| ------- | ----- | --------- |
| Сюч 69′ | отчёт |           |